# Jennifer Ninaus
Jennifer Ninaus (* 8. Juni 1985 in Kamp-Lintfort) ist eine ehemalige deutsche Fußballspielerin.

## Werdegang
Ninaus begann ihre Karriere in Kamp-Lintfort und wechselte später zum FCR 2001 Duisburg. Am 4. November 2001 spielte sie erstmals in der Bundesliga bei einem Spiel beim SC Freiburg. In den folgenden Jahren spielte sie in der zweiten Mannschaft des FCR 2001 Duisburg und wechselte 2004 zur SG Wattenscheid 09, der sich für die neu gegründete 2. Bundesliga qualifiziert hatte. In der Saison 2006/07 wurde Ninaus mit 19 Treffern Torschützenkönigin der Nordgruppe und stieg mit ihrer Mannschaft in die Bundesliga auf. Nach nur einem Jahr folgte der direkte Wiederabstieg.
In der Saison 2008/09 wurde Ninaus erneut Torschützenkönigin der 2. Bundesliga, dieses Mal mit 20 Toren allerdings in der Südgruppe. Zur Saison 2009/10 wechselte Ninaus zum Herforder SV und stieg mit diesem in die Bundesliga auf, 20 Tore hatte sie dazu beigetragen. Im Februar 2011 wechselte sie wieder in die 2. Bundesliga Süd zum 1. FFC Recklinghausen, konnte aber den Abstieg der Mannschaft nicht verhindern. Im Sommer 2013 wechselte Ninaus zum Regionalligaaufsteiger SV Eintracht Solingen.

## Erfolge
- Meister 2. Bundesliga Nord 2007 und 2010
- Torschützenkönigin der 2. Bundesliga Nord 2007
- Torschützenkönigin der 2. Bundesliga Süd 2009